# Лягалово
Лягалово — деревня в Вологодском районе Вологодской области.
Входит в состав Старосельского сельского поселения, с точки зрения административно-территориального деления — в Старосельский сельсовет.
Расстояние по автодороге до районного центра Вологды — 44 км, до центра муниципального образования Стризнево — 3 км. Ближайшие населённые пункты — Стризнево, Зуево, Пучинино.
По переписи 2002 года население — 1 человек.